# Албанская фашистская партия
Албанская фашистская партия(алб. Partia Fashiste Shqiptare — PFSh), или Национальная фашистская партия Албании  (алб. Partia Nacionale Fashiste të Shqipërisë)— фашистская организация, номинально находившаяся у власти с 1939 года, когда страна была оккупирована Италией, и до 1943 года, когда Албания попала под немецкую оккупацию.

## История
До 1939 года фашистское движение в Албании существовало только среди итальянской диаспоры, где действовали зарубежные отделы Национальной фашистской партии Италии. Фактическая аннексия Албании в апреле 1939 года, осуществленная итальянцами, привела к перестройке Албанского государства по итальянскому образцу: были созданы Албанская фашистская партия, Албанская фашистская милиция (полный аналог Добровольной милиции национальной безопасности), организации «Фашистская университетская молодёжь» (точный даже по названию аналог итальянской организации), «Албанская ликторская молодёжь», «Дополаворо Албании» (Opera Nazionale Dopolavoro — Национальная организация «После работы» — система организации досуга трудящихся в Италии фашистского периода) и др. Парламент Албании был преобразован в Албанский Высший Корпоративный Совет. Руководящие должности во многих новых организациях, а также в полиции, в армии и других силовых органах заняли итальянцы.
Албанская фашистская партия была создана на конгрессе, состоявшемся в Тиране 23 апреля — 2 мая 1939 года. В уставе (статуте) партии, принятом 2 мая 1939 г., провозглашалось: «Албанская фашистская партия непосредственно подчиняется Дуче и находится под непосредственным руководством секретаря Фашистской партии Италии». Королевским декретом № 1027 от 9 июля 1939 г. секретарь Албанской фашистской партии был включен в состав Национального совета Национальной фашистской партии Италии. Руководителями партии были провозглашены премьер-министр Албании Шефкет Верлаци, Гьон Маркагьони, Мустафа Мерлика Круя и Вангель Туртулли. Все руководители партии были объявлены сенаторами Албанского королевства. Среди важнейших задач партии и её отдельных органов стояли задача «фашизации» албанского общества, распространения итальянского языка и культуры, создание корпоративных структур. Под непосредственным контролем партии должен был работать Директорат по печати, пропаганде и туризму, который издавал газету «Томори» — центральный орган партии. Лидером партии стал Мустафа Мерлика Круя. Пост генерального секретаря в 1941—1943 годах занимал Юп Казази (впоследствии возглавлявший антиитальянское и антикоммунистическое восстания). Среди членов партии был Бекир Вальтери, в своё время республиканский активист, совершивший в 1924 покушение на Ахмета Зогу.
Уже в 1939—1940 годах в Албанской фашистской партии возникла группа (лидером её был Гьон Маркагьони), которая считала, что для укрепления влияния партии в стране необходима её националистическая трансформация — преобразование Албанской фашистской партии в «Гвардию Великой Албании», которая смогла бы привлечь в свои ряды значительно более широкие слои албанского населения. В то же время на начальном этапе становления фашистского государства в Албании её лидеры считали более целесообразным подчеркивание фашистского характера новых государственных и партийных структур (тем более что на этом настаивали и итальянцы).
Деятельность Албанской фашистской партии активизировалась после начала войны с Грецией. Уже в августе 1940 г. албанская фашистская пресса развернула широкую антигреческую кампанию, в ходе которой фашистская пропаганда создавала предлоги для начала войны против Греции. Одним из таких предлогов стало «преследование в Греции албанских патриотов, выступающих за создание Великой Албании». После начала итало-греческой войны 28 октября 1940 г. руководство Албанской фашистской партии испытало шок, получив сведения от командующего итальянской армией в Албании генерала Себастиано Висконти-Праска о ненадежности албанских частей. Встал вопрос об усилении деятельности фашистской партии в Албании. Для внутреннего положения в Албании это было еще более актуальным, так как в Албании резко возросло количество случаев прямого саботажа в тылу итало-албанской армии.
Вмешательство Германии в войну на Балканах привело к разгрому и расчленению Югославии и поражению Греции. Территория Албанского королевства была расширена за счет присоединения части югославских земель, прежде всего Косова и Метохии. Однако война нанесла значительный ущерб экономике и социальной обстановке в Албании и привела к значительному падению популярности фашистского режима. На Албанию легла тяжесть содержания на своей территории частей экспедиционной итальянской армии, позднее — и германского корпуса. Всё это привело к росту оппозиционных настроений в Албании и формированию партизанского (четнического) движения левой направленности. Одновременно в стране началось создание организованной антифашистской оппозиции: в 1941 г. была конституирована Коммунистическая партия Албании, в 1942 г. возникли Национальный фронт (Balli Kombetar) и монархическое движение «Легальность» (Legaliteta), ставившее целью возвращение на трон Албании короля Зогу I. Одной из причин формирования многочисленных оппозиционных движений и развития партизанской войны стало восприятие Албании в качестве оккупированной страны, всё шире распространявшееся в массах албанского населения.
Неспособность албанского правительства навести порядок в стране и нежелание премьер-министра Шефкета Верлаци перейти к более жесткой внутренней политике привели к смене премьер-министра. 4 декабря 1941 г. партийная власть в Албании была объединена с государственной: на должность главы правительства был назначен Мустафа Мерлика Круя. В качестве задач своего правительства он назвал усиление фашизации страны, укрепление структур фашистского государства, расширение рядов фашистской партии и усиление борьбы с любыми оппозиционными движениями, подрывающими «тоталитарность режима». Мустафа Круя оставался во главе правительства до 19 января 1943 г. Его заместителем по партии в ранге вице-секретаря остался Аларупи, вице-премьером был назначен Гьон Марка Гьони.
В январе 1943 г. Мустафа Круя ушел в отставку с поста главы правительства. Причиной ухода лидера албанских фашистов была неэффективность его деятельности по подавлению антифашистского движения в стране. Мустафа Круя в это время считал необходимым осуществление реформы режима, поскольку существовавшие формы и структуры не способствовали эффективной деятельности власти в стране.
Новым главой правительства был назначен Экрем Либохова. Министром — секретарем Албанской фашистской партии стал Кол Бибмирак.
Правительство Либохова выдвинуло ряд предложений, которые были направлены королю Виктору Эммануилу III и Муссолини. Эти предложения, сформулированные в девяти пунктах, ставили своей целью по крайней мере формальное усиление независимости Албании от Италии. Среди предложений были следующие:
1. создание официальной структуры — Двора короля Албании, который должен заменить собой институт королевского наместничества;
2. ликвидация подсекретариата по албанским делам в Министерстве иностранных дел Италии и обмен официальными представителями между обеими странами;
3. ревизия соглашений 1939 г. и предоставление Албании права на самостоятельные внешние сношения, чтобы гармонизировать албанскую внешнюю политику с независимостью страны;
4. трансформация Албанской фашистской партии, с целью придания ей более «национального» характера, в чисто албанскую тоталитарную партию под названием «Гвардия Великой Албании», основанную на тех же самых фашистских принципах. При этом Дуче официально именуется «создателем Великой Албании», а члены Албанской фашистской партии автоматически станут членами новой партии;
5. создание самостоятельных албанских вооруженных сил, отдельных от итальянских, размещенных в Албании;
6. жандармерия, полиция, финансовая гвардия и милиция должны быть чисто албанскими и под албанским контролем;
7. албанская фашистская милиция ликвидируется, её личный состав перераспределяется между албанскими жандармерией, полицией и т. д.
8. должно быть пересмотрено соглашение о таможенном союзе;
9. возвращение этнических албанцев, выселенных с территории Черногории в Косово, на места их постоянного проживания.
1 апреля 1943 года Албанская фашистская партия была преобразована в Гвардию Великой Албании. Албанская фашистская милиция была ликвидирована.
После падения фашистского режима в Италии 25 июля 1943 года и капитуляции Италии 8 сентября 1943 года лидеры албанского фашизма поставили вопрос о «пересмотре конституции и фундаментальных законов королевства для приведения их в гармонию с ликвидацией фашистского режима». Гвардия Великой Албании как организация сохранилась, но утратила характер фашистской организации. В 1944 году она прекратила существование.
Гьон Маркагьони вместе с сыном Ндуэ эмигрировал в Италию. Другие его сыновья до конца 1940-х возглавили антикоммунистическое подполье в Мирдите — Горный комитет, действовавший в координации с эмигрантским центром.

## Идеология
Идеологи итальянского фашизма подчеркивали, что Албанская фашистская партия значительно отличается от других внеитальянских организаций, включивших в своё название слово «фашистская». «Албанская национальная фашистская партия … является функциональным и структурным аналогом Национальной фашистской партии [Италии], партией, фашистской не только по названию, но партией в новом и особенном смысле, фашистской по сути», — подчеркивалось в редакционной статье журнала «Джераркия», официального органа Национальной фашистской партии Италии.
Тем не менее, в Италии подчеркивалось, что имеется и ряд существенных отличий Албанской фашистской партии от её итальянского аналога. «Прежде всего, — отмечалось в той же статье журнала „Джераркия“, — в Албанской национальной фашистской партии отсутствует то, что в Национальной фашистской партии является её центральным ядром — старая гвардия» . Албанская фашистская партия заимствовала структуры, которые вырастали в итальянском фашизме на протяжении 20 лет его развития — сперва как движения, затем как партии. Но достаточно ли простого заимствования для того, чтобы новая организация стала полноценной фашистской партией? Этот вопрос автор статьи в журнале «Джераркия» оставил открытым.
Конечно, по целому ряду аспектов программы Албанская фашистская партия отличалась от итальянской. Программные документы новой партии подчеркивали в качестве важнейшей задачи её деятельности достижение реального национального единства албанцев — как в идейном, так и в территориальном смысле. Поэтому программной целью партии стало создание Великой Албании — государства, которое охватывало бы все территории, населенные албанцами — собственно Албанию, северо-западные земли Греции и югославские территории — область Косово и Метохия, северо-западные районы Македонии, а также восток Черногории. Лозунг «Великой Албании» был важнейшим в идеологической подготовке участия Албании в войне против Греции, начатой Муссолини 28 октября 1940 г. Тем не менее, в основных программных пунктах и задачах обе фашистские партии были близки.

## Руководство
- 1939—1943 — Мустафа Мерлика Круя
- 1943 — Кол Биб Мирак
- 1943 — Малик Бей Бушати
- 1943 — Экрем Бей Либохова